# Cerkev sv. Trojice, Drča
Cerkev sv. Trojice v Drči je nekdanja samostanska cerkev srednjeveške kartuzije Pleterje.
Od prvotne, srednjeveške pleterske kartuzije sta se v celoti ohranili le cerkev in zakristija. Danes je cerkev obnovljena v prvotnem stanju, spomeniško urejena in »je v vsej Evropi edina, ki se ponaša z nespremenjeno in lepo prikazano podobo neke srednjeveške kartuzijanske cerkve«.
Pleterska cerkev kot stavbni tip uresničuje prostorninski ideal redovne cerkvene arhitekture, kakršnega poznamo v kartuzijah v Žičah, Jurkloštru in Bistri, medtem ko je stilna orientacija, ki kaže nedvomno na širši krog Petra Parlerja, posledica zvez donatorja, grofa Hermana. Tesnejše povezave s praško delavnico dokazujeta tudi konzolni poprsji (moško in žensko s portretnimi potezami), ki so ju našli na prostoru srednjeveške kartuzije in imata vzornike v triforiju stolnice sv. Vida v Pragi, še posebej pa jih dokazujejo kamnoseški znaki, med katerimi jih nekaj poznamo že iz drugih Hermanovih donacij (Ptujska gora, Celje, Šentrupert).

## Uvod
Celjski grof Herman II. je leta 1407 ustanovil in daroval karatuzijanom samostan, poimenovan »Prestol sv. Trojice«. Njegov nezakonski sin Herman, freisinški škof, je leta 1420 posvetil samostansko cerkev. Po izumrtju celjskih grofov je začela kartuzija propadati. Leta 1595 so jo prevzeli jezuiti, ki so dali korno pregrado - letner, značilno za kartuzijanske redovne cerkve, iz notranjosti prestaviti ob zahodno steno cerkve (spremenili so jo v pevski kor) in nad vhodni portal zgraditi majhen zvonik. Po razpustu jezuitskega reda (1773) so samostanske zgradbe in z njimi cerkev spet propadale. Leta 1899 so posest kupili francoski kartuzijani in do leta 1904 zgradili novo kartuzijo z novo cerkvijo. Stara cerkev je propadala naprej. V osemdesetih letih dvajsetega stoletja je spomeniški stroki vendarle uspelo zagotoviti sredstva za njeno obnovo in restavracijo; pri tem so tudi prečno pregrado prestavili na staro mesto.

## Cerkev
Cerkev je v skladu s tradicijo kartuzijanov zasnovana kot dolga, enoladijska dvorana. Pokrita je z enostavnim križnim obokom, ki ima v dolžino (ki znaša 35 m) sedem obočnih pol (vsaka dolga 4,1, široka 8,2 in visoka [v =] 12,3 m, torej razmerje 1 : 2: 3) in petosminski zaključek. Nosilni loki se ob stenah stekajo v služnike (pri višini 2/3 v), ki v oltarnem delu kot polstebri segajo do tal, povsod drugod pa se opirajo na zidne konzole (postavljene na višini 1/3 v), da ne bi motili postavitve lesenih klopi ob stenah za menihe-očete in brate-laike. Razmeroma tanke stene zgradbe podpira z zunanje strani na južni in vzhodni stani enajst dvakrat stopnjevanih opornikov. Na severni strani sta to vlogo prevzela zakristija in križni hodnik. Na južni in vzhodni strani predira steno pet visokih tridelnih oken z gladkimi, poševno vrezanimi ostenji in na vrhu značilnimi gotskimi krogovičji; na gornjem delu severne stene sta dve okrogli okni in še eno na zahodni fasadi. Cerkev je tako dobro in enakomerno osvetljena.
Zahodno pročelje se ponaša z gotsko zašiljenim portalom, ki se z bogatimi profili poglablja v ostenje; na vrhu ga krasi križna roža, ob straneh dve vitki fiali, na ozki strešici v obliki oslovega hrbta pa grčasti listi. Na gladko ploskev timpanona so v baroku naslikali fresko, ki prikazuje, kako sveta Trojica krona Marijo. Nad portalom je dvodelno gotsko okno in zgoraj še dve manjši; okroglo okno v osi je zakrila konzolna opora, ki je v času jezuitov nosila majhen zvonik. Fiala je postavljena tudi na prvem (vogalnem) zunanjem oporniku.
Arhitekturno celovito zasnovan cerkveni prostor je za potrebe samostanskega bogoslužja razdeljen na manjši zahodni del, ki je bil namenjen bratom-laikom in večji vzhodni del z oltarjem, ki so ga pri molitvi uporabljali menihi-očetje, ki so v prostor vstopali iz križnega hodnika skozi vrata v severni steni. Ločitev je izvedena v tretji traveji (obočni poli) s prečno (korno) pregrado oz. lektorijem, ki počiva na treh križnih obokih, na strani bratov oprtih na dva osmerokotna stebra, na strani očetov pa na prečno steno z vrati. Na pohodno ploščad pregrade so iz samostana vodila vrata, skozi katera so v cerkev prihajali bratje, nanjo pa so vodile tudi stopnice iz prostora očetov, ki so na njej brali posebne dele liturgičnih besedil. Pod šilastimi loki lektorija sta bila na obeh straneh oltarčka, kjer so posebej brali maše bratom; dvojne vdolbine v obeh zunanjih stenah so bile namenjene priložnostni hrambi liturgičnih predmetov. 
Zadnjo travejo na vzhodu in petosminski zaključek zavzema oltarni prostor, kjer je tlak višji. V cerkveni konstrukciji je delitev med ladjo in oltarnim prostorom le nakazana, znotraj z močnejšim nosilnim prečnim lokom v oboku, zunaj z močnejšim opornikom. Iz oltarnega prostora so vodila na levi vrata v zakristijo, na desni pa so poleg vdolbin za hranjene liturgični predmetov v steno vgrajene sedilije, ki s svojo bogato gotsko motiviko (grčasti listi, fiale, trilisti) kažejo na sorodnost s sedilijami v kapeli Žalostne Matere Božje v opatijski cerkvi v Celju in v cerkvi na Ptujski gori, v to smer pa kaže tudi rastlinska dekoracija na konzolah in kapitelih.
Vse kamnoseško delo je skrbno oblikovano. Rebra nosilnih lokov so profilirana z obojestranskim žlebom in s trapezastim hrbtom in se na temenu stikajo v velikih okroglih sklepnikih, na katerih so med drugim upodobljeni grb celjskih grofov, Jagnje Božje s križem, frontalno postavljena Kristusova glava s križnim nimbom (Veronikin prt) in pelikan z mladiči. Vsi kapiteli služnikov so bogato okrašeni z rastlinsko motiviko, z listi ali rozetami, prevladujejo pa grčasti listi, ki se tesno prilegajo čašastim jedrom kapitelov. Podobno so okrašene konzole služnikov. Med njimi pa so tri drugačne: prva konzola od vzhoda na južni steni nosi celjski grb; predzadnja konzola v zahodnem delu cerkve na severni steni prikazuje masko, nasproti njej na južni steni pa je konzola izdelana v podobi globoko sključenega moškega, ki mu teža obočne konstrukcije potiska glavo skoraj med kolena, s čimer je (tako kot v nekaterih drugih cerkvah) na duhovit, šegav ali trpek način prikazana teža odgovornosti, ki jo mora nositi stavbenik.
Posebna zanimivost pleterske cerkve so glinene, hruškasto oblikovane resonančne posode, vgrajene v steno tako, da gledajo iz nje le njihovi širši, perforirani deli; 57 jih je in so povsem nepravilno razporejene v zgornjih tretjinah severne, južne in zahodne stene. Ljudje so jih poimenovali »štimanice«, saj naj bi pripomogle k akustiki; enoglasno petje korala brez instrumentalne spremljave je namreč pomembna sestavina redovnega bogoslužja.
Tako čisto oblikovana cerkev je prostorska umetnina in mojstrovina, ki ne potrebuje nobenega dodatka. Poleg skromnih oltarnih miz, svetih simbolov in lesenih klopi ob stenah za očete in brate kakšne posebne opreme tudi nikdar ni imela in jo za bogoslužje kontemplativnega reda tudi ni potrebovala.
- vhodni portal
- notranjost cerkve (prostor za brate pred prečno pregrado, za njo prostor za očete in oltarni prostor)
- oltarni prostor
- sedilije in vdolbini za hranjenje liturgičnih predmetov
- sklepnik z grbom Celjskih grofov

## Zakristija
Pritličje zakristije, v tlorisu pravokotnik 9,7 x 6,0 m, je gotsko rebrasto obokano; pokrivata ga dva zrcalno simetrična šestdelna križna oboka. Ker vogali tlorisa ob končnih stranicah niso, tako kot je to običajno, prečno zaključeni, nastajajo v vseh štirih kotih nenavadne kotne sosvodnice, ki so zaradi nizko postavljenih konzol tudi izredno globoke. Konzole so geometrične in bogato profilirane, rebra žlebasto-trapezastega profila pa se križajo v vsakem od obeh šestdelnih obočnih sestavov v okroglem sklepniku; na vzhodnem je močno plastična peterokraka kartuzijanska zvezda, na zahodnem pa cvetna rozeta.
Nadstropje zakristije je banjasto obokano. (Zakristija je danes namenjena multimedijski predstavitvi kartuzije.)